# Пол Мейділі
Пол Мейділі (англ. Paul Madeley, 20 вересня 1944, Лідс — 23 липня 2018, Лідс) — англійський футболіст, що грав на позиції півзахисника.
Виступав, зокрема, за клуб «Лідс Юнайтед», а також національну збірну Англії.
Дворазовий чемпіон Англії. Володар Кубка Англії з футболу. Володар Кубка англійської ліги. Володар Суперкубка Англії з футболу. Дворазовий володар Кубка ярмарків.

## Клубна кар'єра
У дорослому футболі дебютував 1963 року виступами за команду «Лідс Юнайтед», кольори якої і захищав протягом усієї своєї кар'єри гравця, що тривала цілих дев'ятнадцять років. Більшість часу, проведеного у складі «Лідс Юнайтед», був основним гравцем команди.

## Виступи за збірну
У 1971 році дебютував в офіційних матчах у складі національної збірної Англії.
Загалом протягом кар'єри в національній команді, яка тривала 7 років, провів у її формі 24 матчі.
Помер 23 липня 2018 року на 74-му році життя у місті Лідс.

## Титули і досягнення
- Чемпіон першого дивізіону Англії (2):

«Лідс Юнайтед»: 1968-1969, 1973-1974
- Володар Кубка Англії з футболу (1):

«Лідс Юнайтед»: 1971-1972
- Володар Кубка англійської ліги (1):

«Лідс Юнайтед»: 1967-1968
- Володар Суперкубка Англії з футболу (1):

«Лідс Юнайтед»: 1969
- Володар Кубка ярмарків (2):

«Лідс Юнайтед»: 1967-1968, 1970-1971